# Melitaea quercii
Melitaea quercii är en fjärilsart som beskrevs av Rocca 1946. Melitaea quercii ingår i släktet Melitaea och familjen praktfjärilar. Inga underarter finns listade i Catalogue of Life.